# Senihad Šator
Senihad Šator (* 28. Mai 1996) ist ein deutscher Politiker (SPD) und seit Juni 2023 Mitglied der Bremischen Bürgerschaft.

## Biografie

### Ausbildung und Beruf
Sator studierte Rechtswissenschaften an der Universität Bremen. Sein Referendariat absolvierte er u. a. am Oberlandesgericht Oldenburg. Er ist seit 2023 als Rechtsanwalt tätig. Seit 2016 bekleidet er verschiedene ehrenamtliche Funktionen bei der Arbeiterwohlfahrt (AWO). Seit 2016 ist er außerdem in den Vorstand des Jugendwerks der Arbeiterwohlfahrt gewählt und seit 2022 Vorsitzender.

### Politik
Sator ist Mitglied der SPD. Er war ab 2019 Stellvertretender Beiratssprecher des Beirats Gröpelingen. Bei der Bürgerschaftswahl in Bremen 2023 erhielt er über die Landesliste Bremen ein Abgeordnetenmandat in der Bremischen Bürgerschaft.
Er ist aktuell Sprecher für Rechnungsprüfung und Controlling der SPD-Fraktion.

### Mitgliedschaften
- Bremischer Anwaltsverein (Deutscher Anwaltsverein)
- Präsidiumsmitglied der AWO Kreisverband Hansestadt Bremen
- Vorsitzender des Bundesjugendwerks der Arbeiterwohlfahrt (seit 2022)[3]
- Mitglied im Aufsichtsrat der AWOIntegra gGmbH
- Vorstandsmitglied Nachbarschaftshaus Helene Kaisen